# La Paloma (Nonell)
 La Paloma és una pintura sobre tela realitzada per Isidre Nonell el 1904 i actualment conservada al Museu Nacional d'Art de Catalunya. Va entrar a formar part de la col·lecció com a llegat de Santiago Espona, el 1958, i es troba exposat al primer pis, a les sales d'art modern.

## Història
Isidre Nonell va ser un dels grans pintors catalans de la segona generació modernista catalana: va formar part de la colla del Safrà, fou tertulià habitual d'Els Quatre Gats i anà a París el 1897 amb Ricard Canals. Allunyat de la moda del moment, Nonell creà un llenguatge marcadament expressionista, amb una paleta de tons molt foscos, fruit de l'atracció que sentia pels personatges marginals i desarrelats, especialment per les figures de gitanes. Tot i el rebuig inicial de la crítica conservadora, figures femenines com la de La Paloma, menys angoixants que les dels primers anys i amb faccions més singularitzades, li van atorgar el reconeixement del públic poc abans de la seva prematura mort.